# Bubo
För andra betydelser, se Bubo (olika betydelser).
Bubo, ibland kallade uvar, är ett släkte med stora ugglor. Systematiken kring släktet har varit omdiskuterat, både vilka arter som bör placeras i släktet och hur artgränserna ska dras mellan populationen. Sedan 2023 anses släktet omfatta tio nu levande arter och finns representerat på alla kontinenter förutom Australien och Antarktis. De äldsta kvarlevorna av släktet Bubo är över 40 miljoner år gamla.

## Arter inom släktet
Denna lista följer IOC:
- Fjälluggla (Bubo scandiacus)
- Virginiauv (Bubo virginianus)
- Magellanuv (Bubo magellanicus)
- Berguv (Bubo bubo)
- Klippuv (Bubo bengalensis)
- Ökenuv (Bubo ascalaphus)
- Kapuv (Bubo capensis)
- Arabuv (Bubo milesi)
- Saheluv (Bubo cinerascens)
- Fläckuv (Bubo africanus)

Tidigare inkluderades även en rad andra arter i Bubo, men har flyttats till fiskuvarna i släktet Ketupa efter genetiska studier:
- Småuv (Ketupa poensis)
- Akunuv (Ketupa leucosticta)
- Mjölkuv (Ketupa lactea)
- Hökuv (Ketupa shelleyi)
- Malajuv (Ketupa sumatrana)
- Nepaluv (Ketupa nipalensis)
- Gråuv (Ketupa coromanda)
- Filippinuv (Ketupa philippensis)

## Utdöda arter
Två arter som dog ut i förhistorisk tid finns beskrivna:
- Kubauv (Bubo osvaldoi)
- Tyrrenuv (Bubo insularis)